# Parosphromenus deissneri
Паросфромен Дайснера (Parosphromenus deissneri) — тропічний прісноводний вид риб з родини осфронемових (Osphronemidae), підродина макроподові (Macropodusinae). Найвідоміший за назвою представник роду Паросфромен, хоча до кінця 1990-х років його справжня зовнішність не була відома, а в акваріумній торгівлі під цією назвою продавались інші види та форми паросфроменів.

## Історія та проблеми таксономії
Вид був описаний Пітером Блікером ще 1859 року під назвою Osphromenus deissneri, а 1877 року він же зробив його типовим (за монотипією) видом новоствореного роду Parosphromenus. Майже 100 років P. deissneri був єдиним визнаним представником роду. Хоча в різних районах Південносхідної Азії знаходили паросфроменів, які виглядали інакше, всі вони ідентифікувалися як Parosphromenus deissneri. Лише 1952 року з'явився опис другого виду P. paludicola, а, починаючи з 1979 року, кількість відомих видів паросфроменів стала стрімко зростати й 2020 року досягла 21.
У 1990-х роках стало зрозумілим, що постулат про монотиповий статус роду Parosphromenus є помилковим. Стало очевидним, що старі збережені зразки, які зазвичай позначалися як «P. deissneri», насправді належать до різних видів. Тому постала потреба в повторному дослідженні оригінальних типових зразків P. deissneri. Це зробили Коттела та Нг (англ. Kottelat and Ng) 1998 року. Виявилось, що оригінальний опис був зроблений на основі лише одного зразка (голотип), що походить з острова Банка. Цей зразок зберігся в дуже поганому стані; зокрема в нього відсутній хвостовий плавець. Малюнок, що наводиться в оригінальному описові Блікера, схематичний, кольори вицвіли. Він дозволяє лише визначити, що це самка одного з видів паросфроменів. Тому постала проблема з ідентифікацією справжнього Parosphromenus deissneri. Ситуація ускладнювалась тим, що на той час вже було відомо, що на острові Банка водиться щонайменше два різні види паросфроменів. Вони чітко відрізняються за живим забарвленням та формою хвостового плавця, але саме хвостового плавця не вистачає збереженому зразкові Блікера. Вихід із такої незвичної ситуації був знайдений у створенні повторного опису Parosphromenus deissneri та визначенні для нього нового типового зразка (неотипа). Паралельно був описаний новий вид паросфромена з острова Банка — P. bintan. При виборі, який з двох банканських видів має бути P. deissneri, головним критерієм стала типова місцевість колишнього голотипа — річка Батуруса (індонез. Sungai Baturussa, Baturussak в оригінальному описі:  [Архівовано 27 листопада 2020 у Wayback Machine.]).
Таксономічна неоднозначність була вирішена, але це не усуває плутанини, що накопичилась до цього часу як в акваріумній, так і в науковій літературі. Численні публікації, присвячені паросфромену Дайснера, насправді не належать цьому видові. Через проблеми з відвідуванням острова Банка справжній Parosphromenus deissneri протягом майже 150 років з моменту свого першого відкриття лишався невідомим. Цей ендемік острова Банка дуже рідко трапляється в акваріумах, а до кінця 1990-х років не завозився взагалі. Акваріумісти та імпортери лише поступово зрозуміли, що з'явився новий опис, який забороняє ідентифікувати більшість паросфроменів, що пропонуються в торгівлі, як P. deissneri. Експортери та імпортери докладають тепер зусиль, щоб застосувати правильні назви до риб, яких вони постачають. Проте навіть сьогодні є досить поширеним явищем, коли під назвою P. deissneri в торгівлі фігурують зовсім інші види.

## Опис
Один з найбільших представників роду паросфромен, дорослі риби сягають 3,0 см стандартної (без хвостового плавця) довжини. Риби мають видовжене, сплощене з боків тіло. Ланцетоподібний хвостовий плавець у дорослих самців має сильно подовжену нитку центральних променів, яка може досягати 0,5-1 см завдовжки. Самки мають лише короткий виступ на хвості, близько 1 мм. У спинному плавці 12-13 твердих і 5-6 м'яких променів, в анальному 12-13 твердих і 8-11 м'яких, 11-13 променів в грудних плавцях.
Основне забарвлення тіла самця жовтувате до червонуватого, з трьома темними шоколадного кольору поздовжніми смугами. На зябрових кришках іноді виступають зелені цятки. Контрастні кольори на плавцях та рефлекторний ефект візуально збільшують контури тіла. Непарні плавці чорні з характерними поздовжніми рядами яскравих блакитних овальної форми цяток та блакитною облямівкою. На хвостовому плавці ці цятки мають вигляд розташованих «сходами» коротких горизонтальних смужок. Подовжені промені хвостового плавця мають вигляд видовженого чорного трикутника. Черевні плавці синьо-зелені, з темно-сірою до чорного ниткою. Характерною особливістю виду є відсутність червоного забарвлення на плавцях. У шлюбний період або в стані агресії кольори стають інтенсивнішими.
Спинний та анальний плавці в самців подовжені. Самки трохи дрібніші й набагато менш барвисті. Основне забарвлення самок жовто-коричневе, смуги мало помітні, відсутні блакитні барви на плавцях, натомість є темно-червона пляма в центрі хвоста.
Під час залицяння в самців та самок з'являються так звані «сексуальні очі» (вертикальна смужка, що проходить через око).
Самці P. deissneri належать до числа найбільш впізнаваних паросфроменів. Натомість для самок ризик сплутати з іншими видами є вищим, тут треба розглядати менш очевидні відмінності в статурі.

## Поширення
Паросфромен Дайснера зустрічається на невеликому індонезійському острові Банка, розташованому біля південно-східного узбережжя Суматри. Також був виявлений на сусідньому острові Белітунг, але його передбачувана присутність тут ще не підтверджена. Усі попередні повідомлення про знахідки цього виду на Малайському півострові та Калімантані стосуються інших видів.
Parosphromenus deissneri зустрічається переважно в північній та східній частинах острова Банка. Область його поширення на острові охоплює територію близько 70 км у перетині. Орієнтовна площа відомих районів поширення виду становить 16 км², а всього ареалу — 5250 км².
Паросфромен Дайснера є мешканцем виключно чорних вод, пов'язаних з торфовищами болотних лісів. Вода в них зафарбована в темно-коричневий колір, має показник pH у межах 4,72-4,84, електропровідність 4-8 мкСм/см, температуру 27–28 °C.
Риб ловили на мілководних ділянках серед густої рослинності в струмках з дуже чистою водою й повільною течією. Глибина в прибережній зоні становила 80-100 см. Щільність популяції ще на початку вересня 2008 року була надзвичайно високою. Всі риби перебували в хорошому фізичному стані.
До синтопичних видів належать деякі види расбор, шоколадні гурамі, Betta edithae, Betta simorum та ін.
На жаль, ландшафт Банки швидко змінюється, його дедалі більше визначають плантації олійної пальми та олов'яні копальні. Навколишнє середовище кардинально змінилося, тропічних лісів і боліт залишилося дуже мало. Місця проживання багатьох диких істот тепер сильно обмежені. Природне середовище існування P. deissneri в більшості районів зникло. Більшість боліт та струмки були висушені або сильно забруднені. Під час експедиції на острів Банка 2018 року паросфроменів Дайснера вдалося виявити лише на дуже обмеженій території в центральній частині острова, де збереглися фрагментарні ділянки недоторканого вологого тропічного лісу. У деяких водоймах, які раніше були чорноводними, популяції P. deissneri збереглися, але їхня щільність стала надзвичайно низькою. Риби ховаються серед рослин або в норах під зануреною деревиною. Вода стала прозорою, не «чорною», мала рН 5,1, електропровідність близько 6 мкСм/м, температуру близько 28 °C. Паросфромен Дайснера може адаптуватися до чистої води, але не може жити тут у такій великій кількості, як у чорноводній системі.
Загроза існуванню P. deissneri є надзвичайно високою. Через його обмежене поширення вид вважається таким, що перебуває під загрозою вимирання.

## Біологія
Цей вид є мікрохижаком, у природі живиться крихітними водними безхребетними.
Зазвичай паросфромени Дайснера нерестяться в невеликих печерах або серед шару листя, що лежить на дні. На час нересту утворюють тимчасові пари. Самець будує на стелі печери гніздо з піни. Часто воно буває доволі великим, але іноді може бути лише рудиментарним. Самець залицяється в горизонтальному положенні або головою донизу. Кладка може містити понад 100 ікринок, але зазвичай буває меншою. Самець відповідає за її охорону, а також догляд за ікрою та виводком.

## Утримання в акваріумі

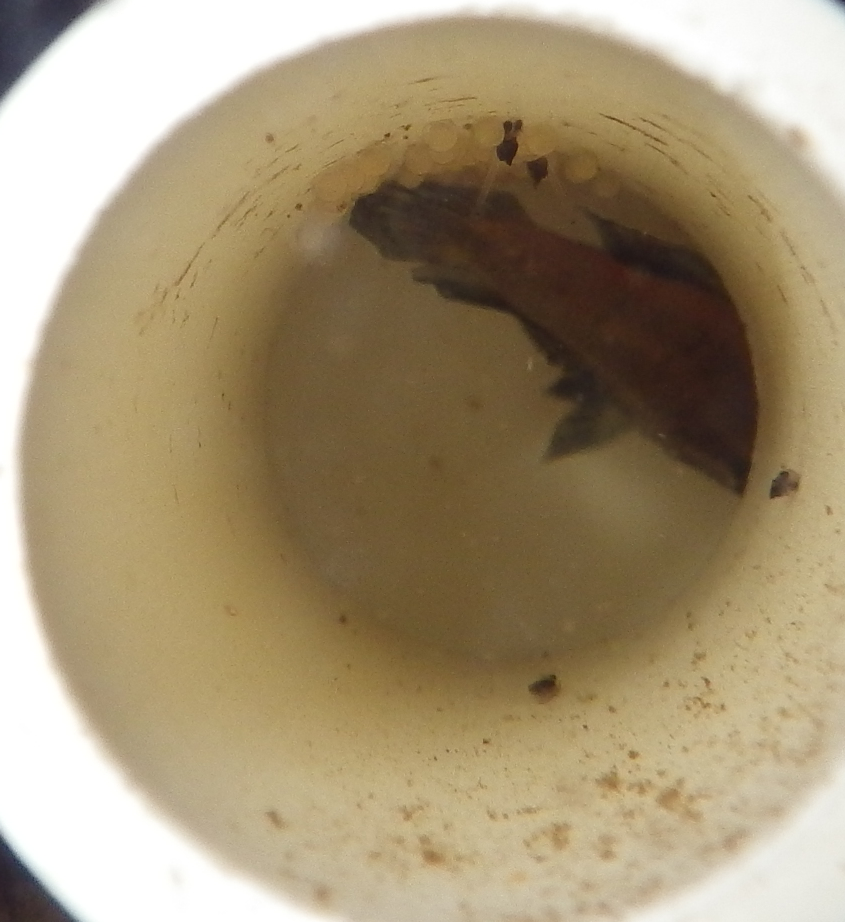
Самець Parosphromenus deissneri біля кладки в печері з ПВХ-трубки.

Протягом багатьох років паросфромен Дайснера був одним із видів, які насправді ніколи не імпортувалися ні в приватний спосіб, ні на комерційній основі, незважаючи на широке використання назви Parosphromenus deissneri для різних представників роду. Лише після повторного відкриття виду в кінці 1990-х років в Європу та Америку в приватний спосіб була завезена невелика кількість цих риб, але через плутанину з назвою незабаром вони загубилися в сукупності різних паросфроменів, що пропонуються торгівлею. Приблизно 2016 року загинула остання достеменно відома пара з приватної акваріумної популяції. Невідомо, чи завозяться справжні паросфромени Дайснера в хоч скільки суттєвому числі для торгівлі акваріумними рибами. Риби, що продаються під назвою Parosphromenus deissneri, й досі насправді можуть належати до інших видів.
Утримувати та розводити P. deissneri в акваріумі не є дуже складним завданням. Вид не висуває жодних особливих вимог у порівняння з іншими видами паросфроменів. Слід зважати, що паросфромен Дайснера — це один з найбільших представників роду, мінімальний об'єм акваріума для пари риб становить 25 літрів. Ці риби не є агресивними, їх можна тримати групою з 8-10 особин в акваріумі на 50 літрів.
Паросфромен Дайснера — доволі витривалий вид, він може адаптуватися до різних параметрів води, навіть до жорсткої води з 15-20 °GH. Проте ці риби краще почуваються в м'якій кислій воді (рН 5-5,5 і 2-3 °GH). За таких умов вони виявляють свої найкращі блакитні кольори. Не рекомендується тримати паросфроменів Дайснера за температури води вище 28 °C. Хоча вони витримують її підвищення й до 32 °C, тепла вода не є природною для цих риб і скорочує тривалість їхнього життя. В квартирі з опаленням паросфромени Дайснера можуть обходитись без обігрівача, поки температура води не опускається нижче 16-18 °C. Паросфромени Дайснера можуть жити в умовах акваріума не менше 2-3 років. Вони не вибагливі до їжі, приймають всі види дрібних живих кормів: наупліуси артемій, які щойно вилупились, гриндаль, моїна, личинки комарів Culex тощо.
Найбільшою проблемою при утримуванні P. deissneri, виловлених з дикої природи, є вразливість до Oodinium. Ключовими моментами тут є регулярна зміна води, а також раннє лікування. Покоління, вирощене в акваріумі, набагато стійкіше до Oodinium.
Для розведення потрібне окреме нерестовище на 10-20 літрів з печерою, сюди саджають одну пару риб. Залицяння можуть тривати 2-3 дні, а сам нерест продовжується кілька годин. Коли він закінчиться, самка залишає печеру, а самець залишається охороняти ікру в підводному гнізді з піни. На цьому етапі самець може нападати на самку й, якщо акваріум занадто малий, остання може отримати травму. Через 6-8 днів мальки здатні плавати горизонтально, але ще 2-3 дні вони можуть перебувати в печері. Рекомендується розсадити батьків та їхнє потомство. Мальки P. deissneri мають розмір лише 1-2 мм. Тому стартовий корм має бути дуже дрібний, протягом першого тижня підійдуть інфузорії-туфельки (Paramecium) або найдрібніші наупліуси артемій.